# Bok om Djävulens frästelse
Bock aff dyäffwlens frästilse (Liber de tentationibus diaboli alt. De diversis diaboli tentationibus) är en bok av Jean Gerson som handlar om att lära allmogen att stå emot det onda. 
Detta var den första tryckta bok som utgavs på svenska språket. Ärkebiskopen Jakob Ulfsson gav kaniken Ericus Nicolai i uppdrag att översätta den; företalet är daterat den 15 februari 1493, men arbetet blev inte klart förrän 1495 vilket framgår av kolofonen:
Här änas mester Johans gerson bok aff dyäfwlsens frästilse Arom ephter gudhz byrdh M.cdxcv. Trykt aff Johannes smedh j Stokholm ath meenigha almoghen genhöffthen dyäffwlen mz syt siälskap
Den svenska utgåvan bestod av 26 blad i oktavformat. Boktryckaren "Johannes smedh" har identifierats som Johann Fabri, som var svåger till boktryckaren Bartholomeus Ghotan som kom från Lübeck 1486, och var den näst förste boktryckaren i Sverige. Översättaren Ericus Nicolai var Sveriges förste teologiprofessor. 